# Karekin II
Karekin II (en armenio: Գարեգին Բ, también Garegin) es el patriarca actual de la Iglesia apostólica armenia.
Nació bajo el nombre de Krtich Nersessian en Voskehat (Armenia) el 21 de agosto de 1951.
En 1965 entró en el seminario.
En 1970 se convirtió en diácono.
En 1971 se graduó con honores.
Luego fue ordenado sacerdote.
En los años 1970 el Catholicós lo ayudó y lo inspiró a estudiar fuera de Armenia. Este continuó estudiando en Viena, en la Universidad de Bonn, y en Zagorsk (Rusia).
Después de 1979 se convirtió en alguien significante en Armenia y el 23 de octubre de 1983 fue nombrado obispo en Echmiadzin. Se convirtió en arzobispo en 1992.
En 1988 desempeñó un papel importante ayudando a las víctimas del Terremoto de Armenia de 1988. Construyó varias iglesias y escuelas.
Mostró interés en el uso de tecnología moderna y telecomunicaciones en favor de la vida de la iglesia y en el arreglo de los problemas y el legado de la Unión Soviética.
En 1999 fue elegido Catholicós de Armenia y de todos los Armenios en Echmiadzin, sucediendo a Su Santidad Karekin I. Sus relaciones con el papa Juan Pablo II fueron generalmente positivas. Karekin II logró que el sumo pontífice visitara Armenia en el 2001, inclusive él prestó su casa para Juan Pablo II.
En el 2000 hizo una visita a la Ciudad del Vaticano para invitar a Juan Pablo II a visitar Armenia.
En el 2006 hizo una visita de una semana a Estambul (Turquía) para visitar al patriarca ecuménico Bartolomé I y para bendecir a la comunidad armenia en la ciudad. Durante su visita causó controversia mencionando el Genocidio Armenio perpetrado por Turquía.
Su antecesor en el cargo Karekin I firmó en El Vaticano, con el papa Juan Pablo II, el 13/12/1996, un documento que puso fin a una división de 1.500 años.
| Precedido por: Karekin I | Catolicós de la Santa Sede de San Echmiadzin y de todos los Armenios (1999-presente) | Sucedido por: - |